# Humberto Maturana
Humberto Maturana (Santiago, 14 de setembro de 1928 – 6 de maio de 2021) foi um neurobiólogo chileno, crítico do realismo matemático e criador da teoria da autopoiese e da biologia do conhecer, junto a Francisco Varela. É um dos propositores do pensamento sistêmico e do construtivismo radical.

## Biografia
Maturana concluiu seus estudos no Liceo Manuel de Salas em 1947 para logo ingressar na carreira médica da Universidade do Chile. Em 1954 seguiu para a University College of London para estudar anatomia e neurofisiologia, graças à bolsa da Fundação Rockefeller. Em 1959 obteve o Doutorado em Biologia pela Universidade Harvard, nos Estados Unidos.
Posteriormente, registrou pela primeira vez a atividade de uma célula direcional de um órgão sensorial, junto ao cientista Jerome Lettvin do Instituto Tecnológico de Massachusetts (MIT). Pela condução desta investigação ambos foram candidatos ao Prêmio Nobel de Medicina e Fisiologia, ainda que não obtivessem a premiação. Em 1960 voltou ao Chile para desempenhar a função de professor adjunto na disciplina de Biologia da Escola de Medicina da Universidade do Chile. Fundou o Instituto de Ciências e a Faculdade de Ciências da Universidade do Chile em 1965.
Em 1970 criou e aprimorou o conceito de Autopoiese, que explica como se dá o fechamento dos sistemas vivos em redes circulares de produções moleculares, em que as moléculas produzidas com suas interações constituem a mesma rede que as produziu e especificam seus limites. Ao mesmo tempo, os seres vivos se mantém abertos ao fluxo de energia e matéria, enquanto sistemas moleculares. Assim, os seres vivos são "máquinas" que se distinguem de outras por sua capacidade de auto produzir-se. Desde então, Maturana tem desenvolvido a Biologia do conhecimento.
Em 1990 foi designado Filho Ilustre da comunidade de Ñuñoa (Santiago do Chile). Além disso, foi declarado doctor honoris causa pela Université Libre de Bruxelles. Em 1992, junto ao biólogo Jorge Mpodozis, gera a ideia da evolução das espécies por meio da deriva natural, baseada na concepção neutralista de que a maneira em que os membros de uma linhagem realizam sua autopoiese se conserva transgeracionalmente, em um modo de vida ou fenótipo ontogênico particular, que depende de sua história de interações, e cuja inovação conduziria à diversificação das linhagens.
Em 27 de setembro de 1994 recebeu o Prêmio Nacional de Ciência no Chile graças a suas investigações no campo da percepção visual dos vertebrados e a seus modelos conceituais a respeito da teoria do conhecimento.
Foi co-fundador e docente da Escola Matríztica de Santiago, na capital Santiago - Chile, onde trabalhou com Ximena Davila (co-fundadora e docente) no desenvolvimento da dinâmica da Matriz Biológico-cultural da Existência Humana. A proposta do instituto é explicar as experiências desde as experiências, como um fazer próprio do modo de viver humano (cultura), em um fluir no entrelaçamento do linguajar e do emocionar (conversar), que é desde onde surge todo o humano.
Uma das reflexões principais proposta por Maturana é o resgate das emoções nesta deriva cultural que as tem escondido. 
A evolução natural do ser humano, como um ser vivo particular, é centrada na emoção que determina esta deriva. E é a partir do amor, que permite as recorrências de encontros na aceitação do outro como legítimo outro, dando, por sua vez, origem à convivência social e, portanto, a possibilidade de constituição da linguagem, que surgimos como seres humanos.
"Dizem que nós, seres humanos, somos animais racionais. Nossa crença nessa afirmação nos leva a menosprezar as emoções e a enaltecer a racionalidade, a ponto de querermos atribuir pensamento racional a animais não-humanos sempre que observamos neles comportamentos complexos. Nesse processo, fizemos com que a noção de realidade objetiva se tornasse referência a algo que supomos ser universal e independente do que fazemos, e que usamos como argumento visando a convencer alguém quando não queremos usar a força bruta." (extraído do livro "A Ontologia da Realidade" de Humberto Maturana - Ed. UFMG, 1997)
Maturana morreu em 6 de maio de 2021, aos 92 anos de idade.

## Trabalho e linha de pensamento
A epistemologia de Maturana se desenvolveu, e denota um evidente traço marcante que a diferencia de outras, a partir do estudo e explicação do ser vivo que produz o conhecimento. Focado no ser humano, e explicando-o como um sistema autoconstrutivo, permeado de emoções e incapaz de distinguir entre percepção e ilusão, Maturana traça um caminho desde a explicação do agente para poder chegar à explicação do conhecimento científico, na qual o agente tem papel central.

### Autopoiese
Característica de um sistema capaz de se autodefinir, autoconstruir e frequentemente se renovar a partir dessas duas primeiras ações. Ou seja, existe autonomia no estabelecimento de duas constituintes básicas de um sistema: estrutura e organização.
- Estrutura: Componentes de um sistema;
- Organização: Relação entre esses componentes.

Além desses dois constituintes, ainda temos um terceiro: o meio.  Mas este depende intimamente do ser que responde aos estímulos que provoca, sendo os estímulos respondidos de acordo com relações internas do ser perante esse estímulo externo. Ou seja, o estímulo parte de fora, mas a reação parte de relações internas do ser. Maturana atribuiu essa característica ao processo cognitivo, contrapondo ao que é (ou era) tido como o tradicional, de que o estímulo externo da experiência que define o processo de aprendizado, dizendo que são as correlações internas a partir dessa experiência que definem o aprendizado.
A filosofia da ciência e epistemologia de Maturana foi desenvolvida a partir da descrição daquele que sofre esse processo de aprendizado e que produz o conhecimento: o ser humano. Para Maturana, o ser humano é um sistema que define, constrói e modifica sua própria organização a partir de seu comportamento e suas ideias, sendo autoconsistente e autopoiético.  Podemos traçar analogias com sistemas biológicos como células, que produzem internamente suas componentes, mas no caso específico do humano estamos tratando mais no campo dos pensamentos, e portanto da biologia da cognição.
Normalmente a organização é invariante, mas a partir da validação do observador, sendo essa o seu entendimento, pode sofrer modificações. Dentro dessa ideia, existem quatro domínios de estrutura:
- Dois domínios de mudança: a de estado, em que a organização se mantém, e a destrutiva, em que a organização é modificada;
- Dois domínios de interação: as perturbadoras, que provocam mudanças de estado, e as destrutivas, que provocam interações destrutivas.

Como os estímulos externos surgem a todo momento, então o ser está sempre respondendo a esses estímulos de acordo com suas relações internas e frequentemente se renovando e sofrendo mudanças, ao histórico dessas mudanças chama-se ontogenia.
A autopoiese, ou biologia da cognição ou biologia do conhecer é a gênese da epistemologia de Maturana, a partir dessa característica que define e explica o ser no qual se materializa o fenômeno do conhecer, toda a sua linha de pensamento é traçada.

### Ilusão e percepção
Não somos capazes de distinguir diante da experiência o que é percebido do que é ilusório. Aquilo que percebemos ou sentimos define a experiência englobando o que é ilusão e o que é realidade. Se algo foi vivido como real, então é uma verdade, se não foi vivido como real é uma mentira, de forma que a verdade engloba o que é real e a ilusão percebida como real. Já a mentira engloba tudo que não se encaixa nesse contexto. Assim, verdade e mentira são identificadas pelo que se acredita durante a experiência de viver.
O erro é a afirmação pós-experiência que desmente uma experiência que vivemos como válida sendo uma ilusão, se não vivemos como válida, nunca poderá ser tida como um erro.

### Explicações
Para explicar o conhecer é necessário explicar o conhecedor, entendido como sistema autopoiético. A ideia é explicar o observador e o observar, mas nesse ponto é preciso deixar clara a distinção entre explicar e experiência, ou seja, a explicação da experiência é diferente da experiência e então a explicação do observar é diferente do observar.
A explicação é uma abordagem no sentido de traduzir o porquê de estar sentindo, e não estritamente o que se está sentindo. A explicação é uma, pois existem diversas maneiras de fazê-lo, reformulação da experiência aceita por um observador, aceitação que pode se manifestar de diversas formas. Tudo isso extremamente cotidiano e usual.
A explicação e a experiência se dão na linguagem, tida como uma espécie de substrato básico da existência.
Para Maturana, a ciência consiste em um modo particular, rigoroso e preciosista de explicar, no sentido que o cientista é um apaixonado por um explicar segundo um critério de validação bem determinado. Portanto a ciência é uma glorificação da vida cotidiana.

### Duas formas de aceitar explicações
Maturana subdivide as maneiras de aceitar explicações em duas categorias: a objetividade sem parênteses e a objetividade com parênteses.
- A objetividade sem parênteses congrega a compreensão através daquilo que é assumido como independente do observador, ou seja, uma razão que determina a distinguibilidade entre ilusão e percepção, assume-se uma realidade independente do observador. A detecção com instrumentos ou medições universais favorece esse tipo de compreensão
- A objetividade entre parênteses é aquela em que o observador encontra-se inserido no seu próprio contexto, ou seja, assume-se que a realidade depende do observador, a pergunta depende de ele fazê-la e a resposta depende de suas conexões cognitivas internas. Sendo aquilo que ele vive como válido, válido também para o aceitar da explicação, não há distinção entre percepção e ilusão.

### Realidade
A definição de duas possíveis formas de aceitação do explicar nos levam a dois conceitos diferentes de realidade. Na objetividade sem parênteses, a realidade é independente do observador, e ele garante um acesso privilegiado a ela para explicar o que pretende, justificando-se na independência dessa realidade quanto a ele ou ao seu interlocutor.
Entretanto, a objetividade com parênteses a realidade depende do observador e das suas relações cognitivas operacionais internas para existir, portanto se há uma discordância com o interlocutor isso não significa que o outro está errado, apenas que ele se encontra em um outro domínio da realidade, e ele vive como válidas e explica as situações de acordo com suas relações cognitivas internas. Ou seja, a existência de uma realidade não implica na não existência da outra, ambas coexistem e são legítimas.

### Emoções
Corriqueiramente na vida cotidiana transicionamos de uma forma para outra de explicar guiados pelas emoções, mudando de critérios e linhas de raciocínio. Contudo, quando pretendemos que haja concordância com o que falamos, usamos do subterfúgio ou do caminho da racionalidade, com uma linha clara e objetiva, que pretende ser inatacável, firme.
Nisso se consiste a ciência, e os cientistas defendem que a mesma deve ser feita sem interferência de emoções e predileções que distorçam o explicar em sua linha objetiva e admitem a falha que cometem ao deixarem essa interferência ocorrer.
Mas Maturana defende que toda a ciência é baseada em motivações particulares que levam os cientistas a fazerem determinadas perguntas. Portanto a ciência se sustenta nas emoções, mas se pratica de modo emocionado uma forma imparcial, racional e objetiva de explicar.

### Ciência
A ciência e o cientista são absolutamente cotidianos no sentido de que estão inseridos em um contexto que depende da linguagem e que são extremamente universais, então o que faz da ciência tão especial, ou melhor, específica? É o modo apaixonado de explicar - que é uma atividade cotidiana - ter um critério de validação específico que se baseia numa forma aceita amplamente. Ou seja, a ciência não é a verdade, mas se encontra em um domínio da verdade que é bem aceito por uma comunidade considerável de pessoas, aqueles que a aceitam.

## Obra

### Livros
- MATURANA, H. "Biology of language: The epistemology of reality," in Miller, George A., and Elizabeth Lenneberg (eds.), Psychology and Biology of Language and Thought: Essays in Honor of Eric Lenneberg. Academic Press: 27-63. 1978
- MATURANA, H.R., Erkennen: Die Organisation und ver Koperung von Wiklichkeit. Friedr. Vieweg & Sohn Braunschweig. Wiesbaden, 1982.
- MATURANA, H. "Ontology of Observing, The biological foundations of self-consciousness and the physical domain of existence" Conference Workbook: Texts in Cybernetics, American Society For Cybernetics Conference, Felton, CA. 18-23 October, 1988.
- MATURANA, H. "REALITY: The Search for Objectivity or the Quest for a Compelling Argument" The Irish Journal of Psychology 9: 25-82. 1988
- MATURANA, Humberto e VARELA, Francisco (1984). A árvore do conhecimento - As bases biológicas do conhecimento humano. Campinas: Ed. Psy, 1995. São Paulo: Ed. Palas Athena, 2004. Original em espanhol traduzido por Humberto Mariotti e Lia Diskin.
- MATURANA, H.R. Biologia de la Cognicion y Epistemiologia. Ed. Universidad de la Frontera. Temuco, Chile. 1990.
- MATURANA, Humberto e VARELA, Francisco. Autopoiesis and Cognition: The Realization of the Living Boston Studies in the Philosophy of Science. Paperback, 1991.
- MATURANA, H. "The origin of the theory of autopoietic systems," in Fischer, H. R. (ed.), Autopoiesis. Eine Theorie im Brennpunkt der Kritik. Frankfurt: Suhrkamp Verlag. 1991
- MATURANA, H.R., K. Ludewig. Conversaciones con Humberto Maturana: Preguntas del Psicoterapeuta al Biologo. Ed. Universidad de la Frontera. Temuco, Chile. 1992.
- MATURANA, H.R., Verden-Zoller, G. Liebe und Spiel, die Vergessene Grundladge des Menschlichkeit. Carl Auer Verlag, Hamburgo. 1993. Appeared also in Spanish:
- MATURANA, H.R., Kurt Ludewig. Reflexiones y Conversaciones. Coleccion Instituto de la Família. Ed. FUPALI. Cordova. 1994
- MATURANA, H.R., La Democracia es una Obra de Arte. Coleccion Mesa Redonda. Ed. Linotipia Bolivar y Cia. de Bogota. 1994.
- MATURANA, H. La realidad: ¿objetiva o construida? I: Fundamentos biológicos de la realidad. Barcelona: Editorial Anthropos, 1996a.
- MATURANA, H. R. La realidad: ¿objetiva o construida? II: Fundamentos biológicos del conocimiento. Barcelona: Editorial Anthropos, 1996b.
- MATURANA, Humberto. La objetividad – Un argumento para obligar. Santiago de Chile: Ed. Dolmen, 1997.
- MATURANA, Humberto e VARELA, Francisco. De máquinas e seres vivos. Autopoiese, a Organização do Vivo. Porto Alegre: Artes Médicas, 1997.
- MATURANA, Humberto. A Ontologia da Realidade. Belo Horizonte: Ed. UFMG, 1997.
- MATURANA, H. Emoções e linguagem na educação e na política. Emociones y Lenguaje en Educación y Política Belo Horizonte: UFMG, 1998.
- MATURANA, Humberto R. e MPODOZIS, Jorge. De l'origine des espèces par voie de la dérive naturelle. La diversification des lignées à travers la conservation et le changement des phénotypes ontogéniques. Paperback, 1999.
- MATURANA, H.; REZEPKA, S. N. Formação e capacitação humana. Petrópolis: Vozes, 2002
- MATURANA, H.; VERDEN-ZÖLLER, G. Amar e brincar: fundamentos esquecidos do humano. São Paulo: Editora Palas Athena, 2004.
- MATURANA, Humberto R. Desde La Biologia a la Psicologia. Paperback, 2004.
- MATURANA, Humberto R e POERKSEN, Bernhard . From Being to Doing, The Origins of the Biology of Cognition. Paperback, 2004. Tradução em espanhol: Del Ser al Hacer.
- FONSECA, João D. Autopoiesis: Uma introducao as ideias de Maturana e VarelaCreateSpace, 2008 (ver Amazon).
- MATURANA, Humberto R., VERDEN-ZOLLER, Gerda e BRUNNELL, Pille. The Origins of Humanness in the Biology of Love. Paperback, 2009.
- MELERO, Miguel Lopez. Conversando Con Maturana De Educacion. Paperback, 2009.
- MATURANA, Humberto. Sentido de Lo Humano. Paperback, 2009.
- MATURANA, Humberto R. e DÁVILA, Ximena Y (2008). Habitar humano em seis ensaios de biologia-cultural. São Paulo: Ed. Palas Athena, 2009. Tradução de Edson Araújo Cabral.
- MOREIRA, Marco Antônio e MASSONI, Neusa Teresinha. Epistemologias do Século XX. Ed. Pedagógica e Universitária Ltda., 2011.
- MATURANA, H. "Man and society" in Benseler, Hejl, and Köck: 11-32.1980
- MATURANA, H.R. Origen de lo Humano en la Biologia de la intimidad Ed. Instituo de Terapia Cognitiva, Santiago. (In Print. I have a first draft).
- MATURANA, H.R., Verden-Zoller, G. Amore e Gioco Ed. Marsilio, Venecia. (In Print)

### Capítulos de Livros
- Maturana, H. R. Neurophysiology of Cognition. In: Cognition: A Multiple View. Paul Garvin (ed.) Spartan Books, New York, 1969.
- Maturana, H. R. Cognitive Strategies. In: Unity and Diversity of Man. E. Morin and Maximo Pistelli-Palmarini (eds.). Le Seuil, Paris. 1974.
- Maturana, H. R. The Origin of Language: A biological problem. In: Problemes actuels en psycholinguistique. Centre National de la Recherche Scientifique, Paris. 1974.
- Maturana, H. R. Biology of Language: The epistemology of reality. In: Psychology and Biology of Language and Thought. G. Miller & E. Lenneberg (Eds.) Academic Press, 1978.
- Maturana, H. R. Cognition. In: Wahrnehmung und Kommunikation. P. Hejl; W. Koch and G. Roth (eds.). Peter Lang, Frankfurt. 1978.
- Maturana, H. R. Autopoiesis: Reproduction, Heredity and Evolution. In: Autopoiesis, dissipative structures and spontaneous social order, pp. 48–80. Milan Zeleny (ed.) Westview Press, Boulder. 1981.
- Maturana, H. R. Autopoiesis. In: Autopoiesis: A theory of the living organization. M. Zeleny. (ed.) Westview press, Boulder. 1981.
- Maturana, H. R. Man and Society. In: Autopoiesis, Communication and Society. F. Bensler. P. M. Hejl & W. K. Koch. (eds.) Campus Verlag, Frankfurt and N.Y., 1981.
- Varela, F.J., Maturana, H. R. Living ways of sense making: a middle path for neuroscience. In: Disorder and Order. Rene Girard (ed.) Stanford University Press. 1982.
- Maturana, H.R. Fenomenologia del conocer, del Universo al Multiverso. In:: La Psicologia en busca del paradigma. E. Contreras, Santiago. 1985.
- Maturana, H. R. Indivíduo y Sociedad entre la guerra y la paz. La opinion de un cientifico. In: Política Mundial hacia el siglo XXI. Ed. Universitaria. 1987.
- Maturana, H. R. Representation and communication functions. In: Enciclopedia Pleaide. Vol. Psicologia. J. Piaget, P. Mounoud, J. P. Bronckart. (eds.) Gallimard, Paris. 1987.
- Maturana, H. R. Everything is said by an Observer. In: Gaia, a way of Knowing. Political implications of the New Biology. I. Thompson (ed). Lindsfarne Press. New York, 1987.
- Maturana, H. R. Preface to The Chalice and the Blade, Riane Eisler. Harper and Row, New York.1987 (Also in Spanish)
- Maturana, H. R. Kognition, In: Diskurs des Radikalen Konstruktivismus. S.J Schmidt. (ed.) Suhrkamp Verlag, Frankfurt. 1988.
- Maturana, H. R. Elemente einer Ontologie des Beobachtens. In:: Materialitit der Kommunikation. Editores Hans Ulrich Gumbrecht & K. Ludwig Pfeiffer. Ed. Suhrkamp Verlag, Frankfurt, 1988.
- Maturana, H. R. Wissenschaft und Altagesleben: die Ontologie der wissenschafttichen Erklarung. In: Selbtorganisation Aspekte einer wissenschafttichen Revolution. Wolfang Krohn y Gunther Kuppers. (eds.). Friedrich Vieweg & Sohn, Wiesbaden. 1990.
- Maturana, H. R. Science and Daily Life: The Ontology of Scientific Explanations . In: Selforganization: portrait of a Scientific Revolution. W. Krohn, G. Kuppers. (eds.) Kluwer Academic Publishers, Dordrecht, Boston, London. 1990.
- Maturana, H. R. Ontology of observing. The biological foundations of self consciousness and the physical domain of existence. In: Beobacheter: Konvergeng der Er kenntnistheorien? Niklas Luhmann (ed.) Wilhem Fink Verlag, Munchen. 1990.
- Maturana, H. R. Reality: The Search for objectivity, or the quest for a compelling argument. pp. 282–374. In: Die Gedankenwelt Sir Karl Poppers. Kritischer Rationalismus in Dialog. Norbert Leser, Josef Serfert & Klaus Plitzner. (eds.) Carl Winter Universitats Verlag. Heidelberg. 1991. (See also as an isolated paper)
- Maturana, H. R. Scientific and Philosophical theories. pp. 282–374. In: Die Gedankenwelt Sir Karl Poppers. Kritischer Rationalismus in Dialog. Norbert Leser, Josef Serfert & Klaus Plitzner. (eds.) Carl Winter Universitats Verlag. Heidelberg. 1991.
- Maturana, H. R. The Origin of the Theory of Autopoietic Systems. In: Autopoiesis. Eine Theorie im Brennpunkt der Kritik. H. R. Fischer. (ed.). Suhrkamp Verlag, Frankfurt. 1991.
- Maturana, H. R. Cognition and Autopoiesis: a brief reflection on the consequences of their understanding. In: The State Law, and Economy as Autopoietic Systems. Gunter Teubner y Alberto Febbrajo (eds.). Giuffre Editore, Milano, 1992.
- Maturana, H. R. Biologia of the Aesthetic Experience. In: Zuchen (theorie) und praxis. Wissenschaftsverlag Rothe, Passau. 1993.

### Artigos
- Maturana, H. R. Cell territories in the cerebral cortex of the rat. University College, London. Proc. of the Anat. Soc. of Great Britain and Ireland. J. of Anat. 89: 572, 1955.
- Maturana, H. R. Efferent fibres in the optic nerve of the toad (Bufo bufo) . University College, London. J. of Anatomy 92, Part I. 1958.
- Maturana, H. R. The fine structure of the optic nerve and tectum of Anurans. An electron microscope study. Ph. D. Thesis. Cambridge, Harvard University. 1958.
- Maturana, H. R. Number of fibres in the optic nerve and the number of ganglion cells in the retina of Anurans. Nature 138: 1406- 1407, 1959.
- Maturana, H. R. , Lettvin, J. T., McCulloch, W. S., Pitts, W. H. Evidence that cut optic nerves fibres in a frog regenerate to their proper places in the tectum. Science 130: 1709. 1959.
- Lettvin, J. T., Maturana, H. R., McCulloch, W. S., Pitts, W. H. What the frog's eyes tells the frog's brain? Proc. of the I. R. E. 47 (11): 1940- 1951, 1959.
- Maturana, H. R., Lettvin, J. T., McCulloch, W. S., Pitts, W. H. Anatomy and physiology of vision in the frog (Rana pipiens). J. Gen. Physiol. 43: 129-175, 1960.
- Maturana, H. R. The fine anatomy of the optic nerve of Anurans: An electron microscope study. J. Biophys. Biochem. Citol. 7: 107-120, 1960.
- Lettvin, J. T., Maturana, H. R., McCulloch, W. S., Pitts, W. H. Two remarks on the visual system of the frog. Sensory Communication. Ed. W. A. Rosemblith. pp. 757–776, 1961.
- Maturana, H. R. A study of the genus Basilliscus. Bull. Museum Comparative Zool. 128 (1): 1-33, 1962.
- Maturana, H. R. Functional organization of the pigeon retina. In: Information Processing in the Nervous System: Proc. Int. Union of Physiol. Sciences. XXII International Congress Leiden. Vol. III: pp 170–178, 1962.
- Maturana, H. R. and Sperling, S. Unidirectional response to angular acceleration recorded from the middle cristal nerve in the statocyst of Octopus vulgaris. Nature 197-816, 1963.
- Maturana, H. R. and Frenk, S. Unidirectional movement and horizontal edge detectors in pigeon retina. Science 142: 977-979, 1963.
- Maturana, H. R. Especificidad versus ambiguedad en la retina de los vertebrados. Biologica, 31. 1964.
- Boycot, B. B., Lettvin, J. T., Maturana, H. R. and Wall, P. D. Octopus optics responses. Exp. Neurol. 12: 247-256, 1965.
- Maturana, H. R., Frenk, S. Sinaptic connection of the centrifugal fibre in pigeon retina. Science 150: 359-361, 1965.
- Maturana, H. R., Uribe, G., Frenk, S. A biological theory of relativistic colour coding in the primate retina. Arch. Biol. Med. Exp. 1: 1-30, 1968.
- Varela, F., Maturana, H. R. Times courses of excitation and inhibition in retinal ganglion cells. Exper. Neurology 26: 53-59, 1970.
- Maturana, H. R. Biology of cognition. BCL Report 9.0. Biological Computer Laboratory. Department of Electrical Engineering, University of Illinois. 1970.
- Bloch, S., Maturana, H. R. Oil droplets distribution and colour discrimination in the pigeon retina. Nature, New Biol. 239: 284-295. 1971.
- Maturana, H. R., Varela, F., Frenk, S. Size constancy and the problem of perceptual spaces. Cognition 1: 97-104, 1972.
- Varela, F., Maturana, H. R. Mechanism and biological explanation. Philosophy of Science 39: 378-382, 1973.
- Varela, F., Maturana, H. R., Uribe, R. B. Autopoiesis: The organization of living system, its characterization and a model. Biosystems 5: 187-196, 1974.
- Maturana, H. R. The Organization of the living: A theory of the living organization. The Int. J. of Man-Machine Studies 7: 313-332, 1975.
- Maturana, H. R., Varela, F. Autopoietic Systems. B. C. L. Report 9.4; 107 pp. Biological Computer Laboratory, Department of Electrical Engineering, University of Illinois. 1975.
- Maturana, H. R. The wholeness of the unity: Conversations with Heinz von Foerster. Cybernetics Forum 9: 20-26, 1979.
- Maturana, H. R., Guiloff, G. The quest for the intelligence of intelligence. J. Social Biol. Struct. 3: 135-148, 1980.
- Maturana, H. R. and F. J. Varela. Size constancy and accommodation. Perception 10: 707-709, 1981.
- Maturana, H. R., F. J. Varela. Color-opponent responses in the avian geniculate: A study in the quail. Brain Res. 247: 227-241, 1982.
- Maturana, H. R. L'illusione della percezione overo la ciusura operativa del sistema nervoso. La Nuova Critica, XVI Série, Quaderno 64, 1982/IV.
- Maturana, H. R. Reflexiones: Deriva Ontogenica o Aprendizaje. Arch. Biol. Med. Exp. 15: 261-271, 1982.
- Maturana, H. R. Fenomenologia del Conocer. Revista de Tecnologia Educativa. Departamento de Asuntos Educativos O. E. A. num. 3/4, Vol. 8, p. 228-252, 1983.
- Varela, F. J., J. C. Letelier, Maturana, H. R. The Neurophysiology of avian color vision. Arch. Biol. Med. Exp. 16: 303, 1983.
- Maturana, H. R. What is it to see? Arch. Biol. Med. Exp. 16: 255-269, 1983.
- Maturana, H. R. On the misuse of the notion of information in biology. Comments on All Things are Full of Gods. J. Social and Biol. Struct., 6: 155-158, 1983.
- Budnick, V., Mpodozis, J., Varela, F., y Maturana, H. Regional specialization of quail retina. Neurosciences Letters 51: 145-150 (1984)
- Maturana, H. R. Biologie der Sozialitat. Delfin V , pp 6–14, 1985. (Also in Spanish)
- Maturana, H. R. Reflexionen uber libe. Z. system. Ther. 3(3): 129-131, 1985. (Also in English and Portuguese)
- Maturana, H. R. The mind is not the head. J. Social and Biol. Struc., 8(4): 308-310, 1985.
- Mendez, P. L., Maturana, H. R. El pecado original: la enfermedad mental como transtorno epistemologico. Rev. Chil. Psicologia. 8(2): 3-4, 1987.
- Guiloff, G. S., Maturana, H. R., F. J. Varela. Cytoarchitecture of avian ventral lateral geniculate nucleus. J. Comp. Neurol. 264: 509-526. 1987.
- Maturana, H. R., J. Mpodozis. Percepcion: Configuracion conductual del objeto. Arch. Biol. Med. Exp. 20: 319-328, 1987.
- Maturana, H. R., J. Luzoro. Dialogo con Humberto Maturana Romesin sobre Psicologia. Rev. Chilena de Psicologia. IX(1). p. 77-86, 1987.
- Maturana, H. R. Amore e autopoiesis. MicroMega le ragioni della sinistra 1, Roma, Italia. 1987.
- Maturana, H. R Grundkonzepte der Theorie autopietischer Systeme. Neun Fragen an N. Luhmann und H. * * Maturana und ihre Antworten, Zeitschrift fu systemische Therapie 5. Germany. 1987
- Maldonado, P.E., Maturana, H. R., F.J. Varela. Frontal and lateral visual systems in birds. Brain Behav. Evol. 32: 57-62, 1988.
- Maturana, H. R. Reality: The search for objectivity or the quest for a compelling argument. Irish J. of Psychology (issue on Constructivism) 9(1): 25-82, 1988. (See also as a Book Chapter)
- Maturana, H. R. Ontologia del Conversar. Revista de Terapia Psicologica, ano VII N. 10, pp. 15–23, 1988.
- Mendez, C.L., F. Coddou, Maturana, H. R. Bringing forth pathology. Irish J. of Psychology (issue on Constructivism). 9 (1): 144-172, 1988.
- Verden-Zoller, G., Maturana, H. R. Play the neglected path. Delfin XIII, pp. 23–52. 1989. (In German)
- Maturana, H. R. Lenguaje y Realidad: El Origen de lo Humano. Arch. Biol.Med. Exp. 22: 77-81. 1989.
- Maturana, H. R. Cuando se es humano? Reflexiones sobre el articulo de C.R. Austin Arch. Biol. Med. Exp. 23. Chile. 1990.
- Maturana, H. R. Donde esta la mente? Revista Terapia Psicologica 12, pp. 15–23. 1989.
- Maturana, H. R. Response to Berman's critique of the Tree of Knowledge. J. of Humanistic Psychology 31: 88-97. 1990.
- Maturana, H. R. Neurociencia y Cognicion: Biologia de lo Psiquico. En: Actas Primer Simposio sobre Cognicion, Lenguaje y Cultura: Dialogo transdisciplinario en Ciências Cognitivas. Aura Bocaz (ed.). Vicerrectoria Academica y Estudiantil, Universidad de Chile. 1990.
- Maturana, H. R. Response to Jim Birch. J. of Family Therapy 13: 375-393. 1991.

### Videos
- Maturana, H.R. The Biology of Cognition and Language. 13 classes. University of California and American Philosophical Association. Extension Media Center. 1980.
- Maturana, H.R. The Maturana Lectures. The Maturana Dialogues. Eastern Virginia Family Therapy Institute. Virginia Beach, Virginia, USA. 06 conferences. 1984.
- Maturana, H.R. Workshop de Humberto Maturana R. Instituto de Terapia Familiar de São Paulo. 03 conferences.